# ルトゥル人
ルトゥル人（Rutuls）はカフカース山脈に住む民族である。

## 概要
ルトゥル語を話す。宗教はスンニ派イスラム教。大部分はロシア連邦ダゲスタン共和国の山間部に、一部は平野部に住んでいる。アゼルバイジャン、トルコにも住む。人口（2010年）は約9万人、うちロシア連邦に3万5千人、ダゲスタンに3万人以上が住んでいる。